# Cam Ye O’er Frae France
Cam Ye O’er Frae France? (auf Deutsch „Kommst du aus Frankreich herüber?“) ist ein auf Scots verfasstes schottisches Volkslied, das zu den Spottliedern aus der Zeit der Jakobitenaufstände in der ersten Hälfte des 18. Jahrhunderts zählt. Spottlieder (englisch mocking songs) waren eine Form, in der die nichtadeligen Volksschichten oder – wie in diesem Fall – Bevölkerungsgruppen, die sich ihrer religiösen und politischen Rechte beraubt sahen, ihre Kritik an den Machteliten ausdrückten. Dieses Lied richtete sich speziell gegen den britischen König Georg I., als Kurfürst Georg Ludwig Herrscher in Braunschweig-Lüneburg, der 1714 die Nachfolge der kurz zuvor gestorbenen Königin Anne Stuart antrat, die keine Nachkommen hinterlassen hatte.
Textautor und Komponist sind unbekannt, ebenso das genaue Jahr der Entstehung. Wenn man davon ausgeht, dass die unten zitierte Textversion die originale war und keine von den tatsächlichen Ereignissen abweichenden dichterischen Freiheiten enthält, lässt sich der Zeitraum aber relativ genau eingrenzen. Dann wäre es zwischen September 1715 (Beginn des ersten Jakobitenaufstands) und Mai 1718 (Tod der Mutter des Stuartschen Thronprätendenten Jakob) einzuordnen.
Cam Ye O’er Frae France? fand in einer Liedersammlung Aufnahme, die James Hogg 1819/1821 in dem zweibändigen Werk The Jacobite relics of Scotland: Being the songs, airs, and legends, of the adherents to the house of Stuart veröffentlichte, oft auch kurz als Jacobite Relics / Reliques bezeichnet. Es waren beileibe nicht die einzigen Spottverse, die George I. über sich ergehen lassen musste; seine Rolle als Hahnrei und seine eigene Promiskuität machten ihn zu einer beliebten Zielscheibe des Spotts seiner Untertanen, so etwa in The wee wee German lairdie oder The sow’s tail to Geordie. Allerdings gibt es auch die These, dass einige der von Hogg zusammengetragenen Lieder ihre Wurzeln gar nicht im frühen 18. Jahrhundert hätten, sondern von ihm selbst verfasst worden seien.
Dieses Lied ist, speziell seit den 1970er Jahren, wiederholt auf Schallplatten neu veröffentlicht worden, beispielsweise in einer Folk-Rock-Version von Steeleye Span, aber auch in stärker traditioneller Instrumentierung von den Tannahill Weavers und Ewan MacColl.

## Historischer Hintergrund

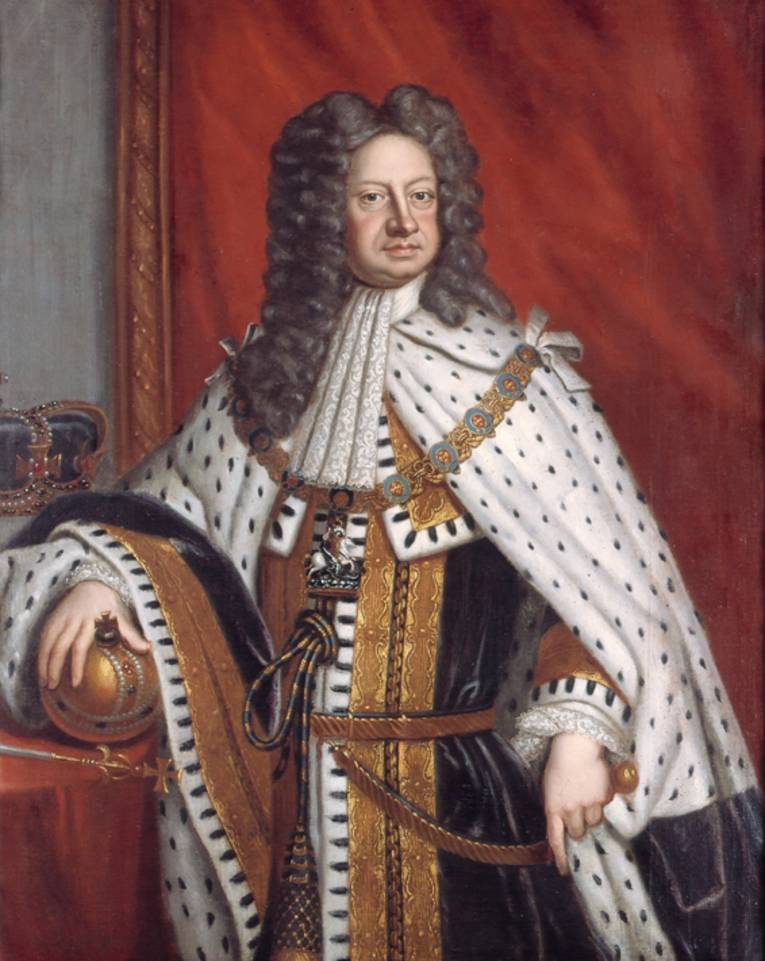
König George I.
(„Geordie Whelps“)

Mit dem Act of Settlement hatte das englische Parlament am 22. Juni 1701 die Grundlage der protestantischen Thronfolge im Königreich England verabschiedet. Zu diesem Zeitpunkt war das Königreich Schottland de jure eigenständig, jedoch durch Personalunion mit England verbunden. Unter Umgehung der bis dahin gültigen Erbfolgelinie und ohne Beteiligung des schottischen Parlaments (Estates of Scotland) schloss das Gesetz insgesamt 56 Katholiken von der Thronfolge aus und erkannte den Erbanspruch Sophies von der Pfalz – einer Tochter der Elisabeth Stuart, Kurfürst Georg Ludwigs Mutter und die nächste lebende protestantische Verwandte des englischen Königshauses – und ihrer Nachkommen auf die englische Krone an. Der Ausschluss von der Thronfolge betraf auch die vom französischen König Ludwig XIV. protegierte, auf Schloss Saint-Germain-en-Laye im Exil lebende Witwe von Ex-König Jakob II., Maria von Modena, und ihren Sohn James Francis Edward Stuart, der in Schottland als legitimer Anwärter sowohl auf den schottischen als auch den englischen Thron betrachtet wurde. 
Die Schotten drohten daraufhin, keine Steuern mehr zu erheben und die schottischen Heeresteile aus dem Spanischen Erbfolgekrieg abzuziehen. Das englische Parlament antwortete 1705 mit dem Alien Act, der zahlreiche Beschränkungen der schottischen Wirtschaft vorsah. Schließlich stimmte das schottische Parlament 1707 dem Act of Union zu, wodurch sich England und Schottland zum Königreich Großbritannien zusammenschlossen. 
Nach dem Tod des kinderlosen Wilhelm III. folgte ihm Königin Anne 1702 auf den Thron, die selbst ohne überlebende Nachkommen war, weshalb Sophie von der Pfalz designierte Thronanwärterin (Heiress Presumptive) ihrer Cousine wurde.
Mit dem Tod seiner 83-jährigen Mutter am 8. Juni 1714 und dem Ableben Königin Annes am 1. August 1714 fiel die Königswürde gemäß den Bestimmungen des Act of Settlement an Georg Ludwig, den nächsten protestantischen Verwandten der verstorbenen Monarchin. Damit endete die Herrschaft des Hauses Stuart und ging auf das neu begründete Haus Hannover (House of Hanover oder The Hanoverians) über.
Der 54-jährige Georg Ludwig reiste im September mit großem Gefolge nach Den Haag, wo er sich einschiffte. Neben seinem Sohn Georg August gehörte nahezu der gesamte hannoversche Hofstaat zu dem Tross. Darunter waren auch seine Mätresse Melusine von der Schulenburg, die sehr bald zur Herzogin von Kendal erhoben wurde, mitsamt ihren drei vermutlich gemeinsamen Töchtern sowie seine aus einer unehelichen Beziehung seines Vaters Ernst August mit Clara Elisabeth von Platen stammende Halbschwester Sophia Charlotte von Platen-Hallermund, Baronin von Kielmannsegg und spätere Gräfin von Leinster und Darlington, die britische Höflinge bald als eine weitere Geliebte des Königs betrachteten. Hingegen war Georgs Ex-Frau Sophie Dorothea nicht mit von der Partie; seit deren Liebesbeziehung mit Philipp Christoph von Königsmarck bekannt geworden war, stand sie auf Schloss Ahlden quasi unter Hausarrest. In Greenwich betrat Georg Ludwig mitsamt seiner Entourage englischen Boden und zog, zusätzlich begleitet von zahlreichen dortigen Notabeln, nach London weiter. Dort kam er im St James’s Palace unter und wurde Ende Oktober 1714 durch den Erzbischof von Canterbury in der Westminster Abbey gekrönt.
Zehn Monate nach seiner Inthronisierung brach in Braemar in den schottischen Highlands der erste große Jakobitenaufstand (The Fifteen) aus. Dabei blieb die erhoffte Unterstützung der schottischen Sache durch den französischen König aber aus, weil Ludwig XIV. im Frieden von Utrecht 1713 die Auseinandersetzungen mit der englischen Krone beendet hatte und auch Philippe II. de Bourbon, duc d’Orléans, der Ludwig nach dessen Tod am 1. September 1715 als Regent nachfolgte, an der Allianz mit Großbritannien, den Vereinigten Niederlanden und dem habsburgischen Österreich festhielt.

## Text
Die bildhaften Umschreibungen konkreter Personen in dem Lied wurden laut James Prescott einerseits verwendet, um nicht so leicht wegen Hochverrats oder Majestätsbeleidigung angeklagt werden zu können, wenn man das Lied sang oder in Schriftform unter das Volk brachte. Sie entsprachen aber auch einer „seinerzeit in Großbritannien weit verbreiteten Liebe zu Satire und Spott“.

### Im Lied erwähnte Personen

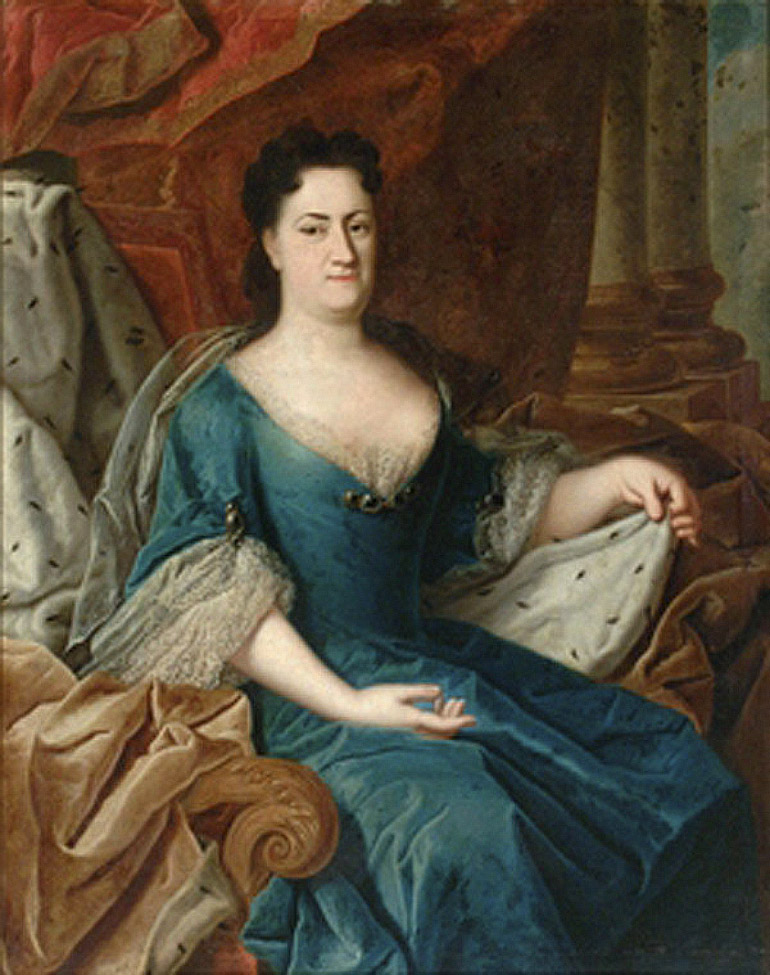
Melusine von der Schulenburg („The Goose“)

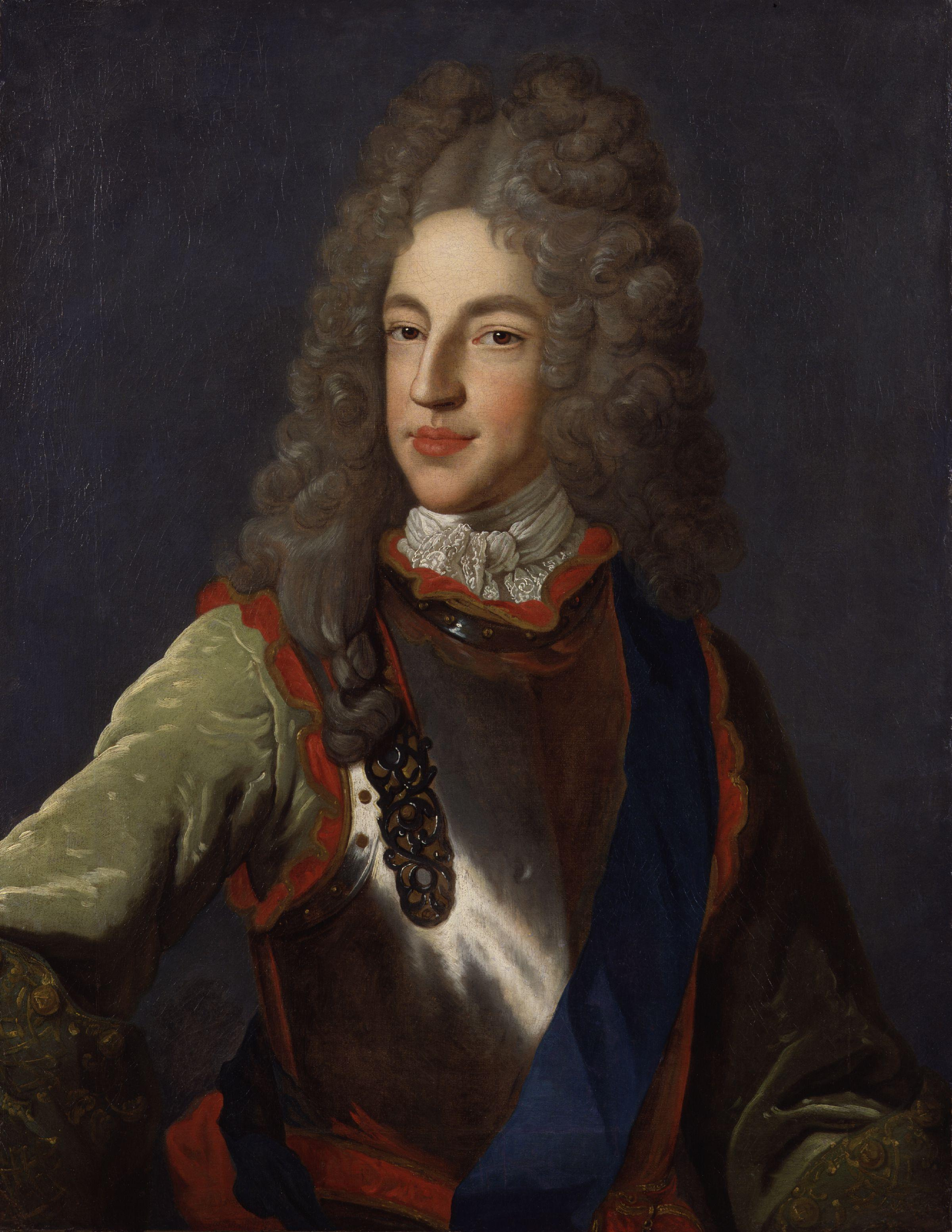
James Francis Edward Stuart („Jocky“)

Die nachstehenden Erklärungen folgen James Prescotts Analyse dieses Lieds.
Spottnamen für den König und sein Gefolge
- Geordie Whelps: Verniedlichungsform von George, ergänzt um ein Wortspiel aus Welfen, dem Hochadelsgeschlecht, dem die Hannoveraner entstammen, und Welpen, was auch für ein missratenes Kind gebraucht wurde
- Lordie: Diminutiv von Lord, ebenfalls für George I.
- The goose, Verniedlichungsform goosie: Die Gans – das Wort bedeutet im übertragenen Sinn auch Prostituierte – steht für Georges Geliebte Melusine
- The loom: Wörtlich Der Webstuhl, auch eine Metapher für die weiblichen Geschlechtsorgane (Scheide) und hier auf Georges mittlerweile geschiedene Gattin Sophia Dorothea gemünzt
- The blade: Wörtlich Die Messerklinge, übertragen auch Der hochgeschossene Schwächling, womit Philipp Christoph von Königsmarck, der Geliebte von Sophia Dorothea, gemeint war
- Claith, englisch cloth: Stoff, Tuch, Kleidung, bezeichnet hier Georges Sohn Georg August
- (Nicht in diesem Lied) The sow: Die Sau, gemeint ist damit Georges Halbschwester Sophia Charlotte[12]

Personen aus Großbritannien
- Jocky: allgemein ein Schotte, hier konkret James Francis Edward Stuart, der von den Jakobiten als Jakob III. von England und Jakob VIII. von Schottland bezeichnete Thronprätendent („The Old Pretender“) aus dem Haus Stuart
- Plaid: bezeichnet im Schottenmuster gewebte Textilien und steht ebenfalls für James Francis Edward Stuart
- Montgomery:[13] Sidney Godolphin, 1. Earl of Godolphin, zeitweise Kammerherr der Ex-Königin Maria Beatrice d’Este (Montgomery’s lady), der Ehefrau von Jakob II. von England und Mutter von James Francis Edward Stuart
- Sandy Don: Sandy ist das Diminutiv von Alexander, Don dasjenige von Gordon, hier für Alexander Gordon of Auchintoul, einen General, der beim 1. Jakobitenaufstand (1715) für die schottische Sache gekämpft hat
- Bobbing John, von to bob (hin- und herspringen): John Erskine, 23. Earl of Mar, der in seinem Leben mehrfach zwischen Unterstützung des und Gegnerschaft zum Thronanspruch Jakobs die Seiten gewechselt hatte
- Cockalorum: aus dem Lateinischen,[14] eigentlich Hahnenkampf, im übertragenen Sinne auch ein junger Hahn oder ein Mann, der sehr von sich selbst überzeugt ist („Gockel“ oder „Geck“); hier steht das Wort für Alexander Gordon, 2. Duke of Gordon, denn der jeweilige Anführer des Gordon-Clans trug traditionell die Bezeichnung Cock o’ the North

### Liedtext
Der Text bindet die hierüber genannten Personen in eine spöttisch und derb gezeichnete Beschreibung der Verhältnisse am Hof des neuen Königs Georg ein, in dem es wie in einem Bordell zugehe. Diese Situation wird aber als eine bald vorübergehende dargestellt, weil in Schottland und Frankreich bereits Kräfte für eine Erhebung gegen den fremden, des Regierens anscheinend unfähigen Usurpator gesammelt würden, an deren Ende die Einsetzung Jakobs, des – aus schottisch-katholischer Sicht – einzigen rechtmäßigen Thronanwärters, stehe.
In der linken Spalte findet sich der auf Scots überlieferte Liedtext in wörtlicher Wiedergabe. Dessen Übertragung ins Deutsche rechts daneben ist keine wortgetreue Übersetzung, sondern soll insbesondere die bildhafte und teils drastische Sprache des Originals vermitteln. Im Abschnitt unter diesem Text findet sich zudem ein Glossar für zahlreiche, im Original verwendete Ausdrücke.
| Cam ye o’er frae France? Cam ye down by Lunnon? Saw ye Geordie Whelps and his bonny woman? Were ye at the place ca’d the Kittle Housie? Saw ye Geordie’s grace riding on a goosie? Geordie, he’s a man there is little doubt o’t; He’s done a’ he can, wha can do without it? Down there came a blade linkin’ like my lordie; He wad drive a trade at the loom o’ Geordie. Though the claith were bad, blythly may we niffer; Gin we get a wab, it makes little differ. We hae tint our plaid, bannet, belt and swordie, Ha’s and mailins braid – but we hae a Geordie! Jocky’s gane to France and Montgomery’s lady; There they’ll learn to dance: Madam, are ye ready? They’ll be back belyve belted, brisk and lordly; Brawly may they thrive to dance a jig wi’ Geordie! Hey for Sandy Don! Hey for Cockolorum! Hey for Bobbing John and his Highland Quorum! Mony a sword and lance swings at Highland hurdie; How they’ll skip and dance o’er the bum o’ Geordie! | Kommst du aus Frankreich herüber? Kommst du über London? Hast du Georgie Welf und sein attraktives Flittchen gesehen? Warst du an dem Ort, den man das St.-James-Bordell nennt? Hast du Seine Gnaden auf seiner Gans reiten sehen? Georgie ist ein Mann, daran besteht kein Zweifel; Er hat alles getan, was er konnte – wer könnte auch darauf verzichten? Eine scharfe Klinge stieß, wie auch mein Lordchen es tat, In die Scheide, die Georgie weggegeben hat. Obwohl der Stoff von schlechter Qualität ist, handeln wir freudig; Denn ob wir davon einen Streifen abbekommen, macht keinen großen Unterschied. Wir haben unseren königlichen Tartan, Mützen, Gürtel und Schwerter verloren, All unsere Häuser und Felder – aber dafür haben wir jetzt einen Georgie. Jakob ist nach Frankreich gegangen, ebenso seine Mutter; Dort bereiten sie sich auf einen Tanz vor: Madame, sind sie so weit? Sie werden bald wieder zurück sein, gegürtet, bereit und herrschaftlich; Dann haben sie gute Chancen, Georgie einen heißen Tanz zu bereiten! Auf nun, Sandy Don! Auf nun, Cockalorum! Auf nun, Bobbing John und seine Jagdgesellschaft! Schwingen auch viele Schwerter und Lanzen gegen unsere Krieger, Wie werden sie erst mit dem lahmen Georgie herumspringen und tanzen! |

(folgt abschließend Wiederholung der ersten Strophe)

### Glossar (Scots–Englisch)
| a, a’ = all bannet = bonnet belive (belyve) = quickly, soon, immediately blithe = festive; glad; happy; joyful. bonny = pretty, beautiful, attractive bonny woman = a woman of loose character braid = broad braw = fine; handsome; splendid; admirable; well-dressed; worthy brawly = well ca = call cam = come (zur Schreibweise siehe auch unten (a)) dance = to raise funds, to raise troops and prepare to fight dance a jig = to fight differ = difference; dissent | frae = from gane = gone Geordie’s grace = His Grace King George I gin = if, whether ha = hall; house; mansion. ha’s and mailins = houses and farmlands hae = have; take; credit (believe/think) Highland hurdie = a Highland soldier Highland quorum = a Jacobite hunting party or a planning meeting 1715 hurdie = buttock kittle = adept; ticklish; tricky; arouse, enliven; tickle; perplex; tease; titillate kittle housie = brothel; St. James’s Palace link = skip; walk smartly; to make love linkin = tripping along | Lunnon = London mailing = a leased smallholding, a farm mailings braid = broad farmlands mony = many niffer = haggle or exchange; to exchange, to barter with objects hidden in the fists o’er = over; excessively; too o’t = of it thrive = success tint = lost; lost (past participle of tine = to lose) trade = a business; an exchange or substitution wab = web (or length) of cloth; a length of woven cloth from one loom wad = pledge, security; wager, bet; forfeit. wedded. pledge; wager, bet; wed. wha = who |

## Melodie
Die folgende Notation stammt aus James Hoggs Druck des Lieds aus dem Jahr 1819. Hier steht das Lied in g-Moll, im ersten Takt besteht die Melodie nur aus den Tönen des g-Moll-Dreiklangs. Am Schluss wird der Grundton vermieden, die Melodie führt unmittelbar in die nächste Strophe. Sie hat einen ungewöhnlich großen Tonumfang von fast zwei Oktaven. Die Taktart ist ungerade, im Druck ein 3/2-Takt.

## Die Frage nach der Authentizität des Liedes
In einem 2014 veröffentlichten Buch, das sich allerdings hauptsächlich mit Robert Burns befasst, stellt Carol McGuirk fest, dass „herausgeberische und antiquarische Zeugnisse im 18. und 19. Jahrhundert unzuverlässig“ seien. Bezüglich James Hogg (1770–1835) behauptet sie, einige der besten Stücke in den Jacobite relics – darunter auch Cam Ye O’er Frae France – seien „beinahe sicher von Hogg selbst verfasst“. Dabei stützt sie sich auf eine entsprechende grundsätzliche Aussage von David Charles Johnson (1942–2009), der eine Untersuchung über Musik und Gesellschaft in den schottischen Lowlands des 18. Jahrhunderts verfasst hat und darin sogar davon spricht, dass „die meisten [sic!] aufgezeichneten Lieder der Jakobiten“ erst viel später entstanden seien. McGuirk verschweigt allerdings auch nicht, dass dessen These unter anderem von Murray Pittock (geboren 1962, Literaturprofessor an der Glasgower Universität) widersprochen wurde. Das Thema beschäftigt insbesondere die britische Sozial- und Kulturanthropologie schon länger; so hat William Donaldson bereits Ende der 1980er Jahre darauf hingewiesen, dass die jakobitischen Lieder „im Spannungsfeld von politischem Mythos und nationaler Identität“ zu bewerten seien.
Wer auch immer letztlich die Autorschaft für sich reklamieren kann: Cam Ye O’er Frae France wird zu den „lästerlichsten, unflätigsten Spottliedern“ dieser Zeit gerechnet.

## Spätere Veröffentlichung auf Tonträgern

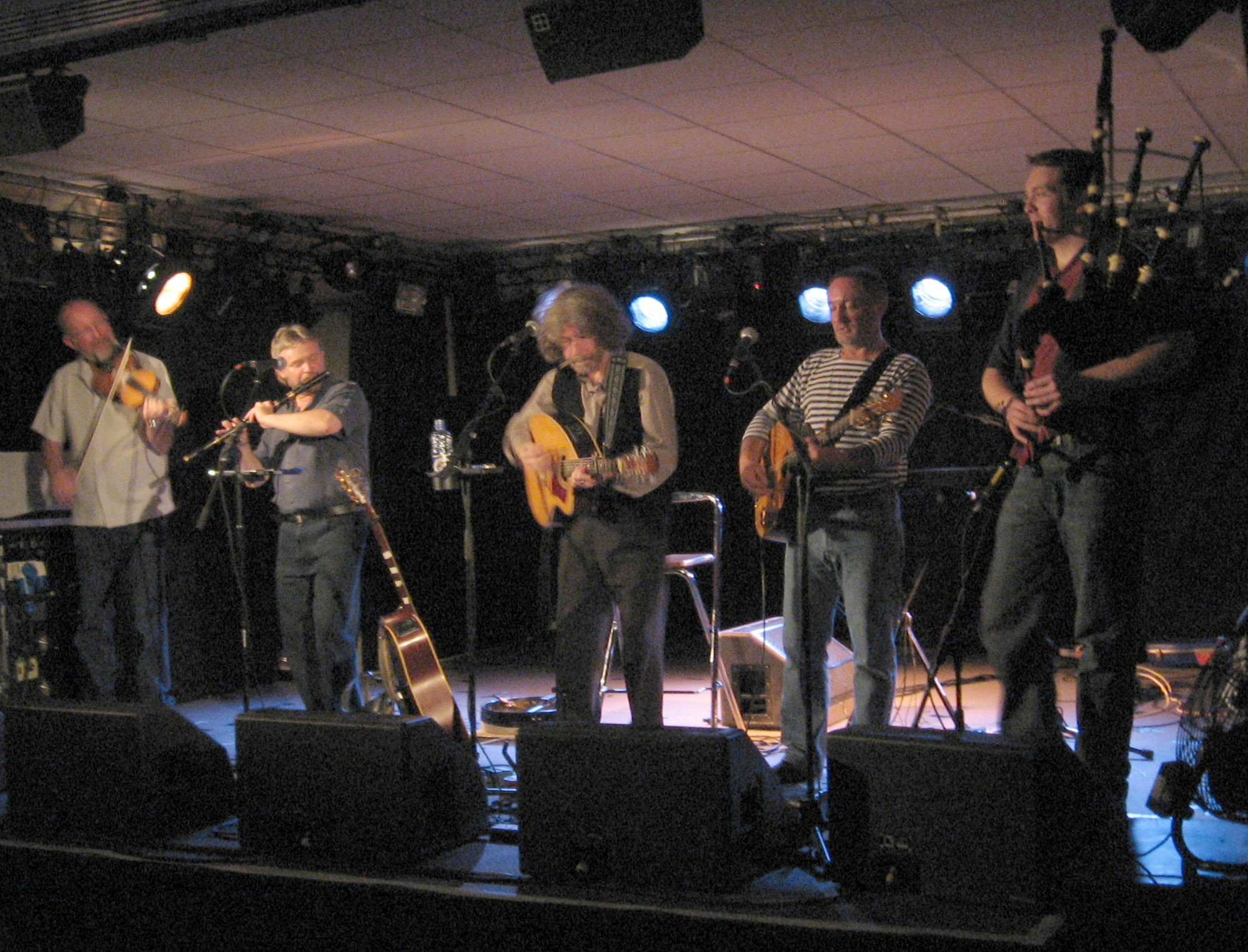
Tannahill Weavers (2007)

Steeleye Span veröffentlichte das 2:45 Minuten lange Lied zuerst 1973 auf der Langspielplatte Parcel Of Rogues, die es bis in die britischen Top-30 schaffte; 1977 fand das Traditional zudem den Weg auf deren Best-of-Compilation Original Masters. Auch die Tannahill Weavers haben eine Fassung von Cam Ye O’er Frae France veröffentlicht; ebenso existiert eine weitere, von Ewan MacColl gesungene und 1993 posthum erschienene Version. Bei diesen Aufnahmen ist das Fragezeichen im Liedtitel entfallen.
Steeleye Span verwendete im Gegensatz zu vielen anderen Folk-Interpreten bis auf das Schlagzeug und sonstige Percussions seltener traditionelle akustische Musikinstrumente zur Begleitung der oft frühneuzeitlichen Lieder – die Tannahill Weavers auf dem nebenstehenden Foto verwenden beispielsweise Fiddle, (Quer-)Flöte, 6-String-Gitarre, Mandoline und Bagpipes –, sondern elektronische Orgel, E-Bass und E-Gitarre. Diese Idee, Folk- und Rockmusik miteinander zu verknüpfen, soll anfangs insbesondere von Ashley Hutchings ausgegangen sein, der sich deshalb 1969 von Fairport Convention getrennt hatte. Der von dieser zeitgemäßen Instrumentierung und Maddy Priors schneidender Stimme herrührende Kontrast machte Steeleye Span und ihre Songs in den 1970er Jahren besonders populär.

## Nachweise und Anmerkungen
1. ↑  Diese Annahme basiert darauf, dass im Lied zum einen von einem konkreten Ereignis (John Erskines Highland Quorum) aus diesem Aufstand die Rede ist und zum anderen Maria Beatrice, die Mutter des Old Pretenders, noch lebt.
2. 1 2  James Hogg: The Jacobite relics of Scotland: Being the songs, airs, and legends, of the adherents to the house of Stuart. Edinburgh 1819, S. 87 f.
3. ↑  Daniel Szechi: The Jacobites. Britain and Europe 1688-1788. Manchester University Press, Manchester 1994, ISBN 978-0-7190-3774-0, S. 35 (Textauszug)
4. ↑  Diese beiden Songs finden sich in einer späteren Ausgabe der Hoggschen Liedersammlung (Jacobite Melodies, 1825) als Nummer XXXIII beziehungsweise XXXVIII (S. 46 f. und 53 f.): „Der sehr kleine deutsche Herr“, wobei wee-wee bis heute auch die Bedeutung von Urinieren hat, und „Der Schweineschwanz für Geordie“ mit dem zusätzlichen wortspielerischen Aspekt, dass the sow auch als Schimpfwort für Georgs Halbschwester verwendet wurde.
5. ↑  Harold J. Schultz: History of England. 1981, S. 142
6. ↑  Günter Barudio: Das Zeitalter des Absolutismus und der Aufklärung 1648–1779. Fischer, Frankfurt/M. 1981, ISBN 3-596-60025-1, S. 356; mit dieser Vereinigung verlor Schottland auch seine Nationalflagge: das Andreaskreuz ging gemeinsam mit dem englischen Georgskreuz in der Union Flag auf.
7. ↑  Harold J. Schultz: History of England. 1981, S. 150
8. ↑  Anne Somerset: What did he see in her? in The Spectator vom 2. Juni 2012
9. ↑  Harold J. Schultz: History of England. 1981, S. 154
10. ↑  Pierre Bezbakh: Petit Larousse de l’histoire de France. Larousse, Paris 2003, ISBN 978-2-0350-5369-5, S. 221
11. 1 2 3 4 5 6 7 8 9 10 11 12 13 14 15 16 17  „James Prescott: Unriddling Cam Ye O’er Frae France?“ von 1985/1988, wiedergegeben bei telusplanet.net
12. ↑  1825er Ausgabe der Hoggschen Liedersammlung, S. 48
13. ↑  Die Montgomerys waren wie die Godolphins ein Adelsgeschlecht, das bereits während der Herrschaft von Wilhelm dem Eroberer (1066–1087) aus der Normandie nach England eingewandert war.
14. ↑  nach Kokolores auf der Seite der Gesellschaft für deutsche Sprache
15. 1 2 3 4 5 6 7 8 9 10 11 12 13 14 15 16 17  Scots-English English-Scots Dictionary. Lomond Books, New Lanark ML 1998, ISBN 0-947782-26-5 (englisch).
16. 1 2 3 4 5  Ewan MacColl: Folk Songs and Ballads of Scotland. Music Sales Co., London 1992 (zuerst 1965), ISBN 0-8256-0057-X
17. ↑  John Lockhart: The works of Robert Burns: containing his life, by John Lockhart, esq.; the poetry and correspondence of Dr. Currie’s edition; biographical sketches of the poet by himself, Gilbert Burns, Professor Stewart, and others; Essay on Scottish Poetry, including The Poetry of Burns, by Dr. Currie; Burns’s Songs, from Johnson’s „Musical Museum,“ and „Thompsons’s Select Melodies;“ select Scottish Songs of the other Poets, from the best collections, with Burns’s Remarks. Pearson, New York 1835, S. 182 f. (Textauszug)
18. ↑  James Prescott: Unriddling Came Ye o’er frae France?. Zuerst erschienen in Canadian Folk Music Bulletin, Jg. 23, H. 1, S. 5. Hier nach der überarbeiteten und ergänzten Online-Fassung.
19. ↑  Carol McGuirk: Reading Robert Burns: Texts, Contexts, Transformations. Routledge, London / New York 2014, ISBN 978-1-84893-519-8 (Textauszug)
20. ↑  so der Buchtitel von William Donaldson: The Jacobite song: political myth and national identity. Aberdeen University Press, Aberdeen 1988, ISBN 0-08-036576-0
21. ↑  „most ribald verses“ – nach den Anmerkungen zum Lied bei lyricsfreak.com
22. ↑  siehe das Video unter Weblinks
23. ↑  Tracklist des Albums The Real MacColl bei allmusic.com
24. ↑  nach dem von John Tobler verfassten Text in dem Booklet zur 1996 in Großbritannien auf dem Beat Goes On-Label erschienenen CD von Original Masters, S. 1